# Tatort: Schöne Belinda
Schöne Belinda ist die 54. Folge der Fernsehreihe Tatort. Die Erstausstrahlung der vom Süddeutschen Rundfunk produzierten Folge erfolgte am 31. August 1975 im Ersten der ARD. Für Kriminalkommissar (noch nicht KHK) Eugen Lutz (Werner Schumacher) ist es sein fünfter Fall. Es geht um den Mord an einem jungen Chauffeur in Ulm, der auch im Drogenmilieu tätig war.

## Handlung
Manfred Wenzel, der Chauffeur des Spielwarenfabrikanten Horst Lippens, verlässt seine Stammdiskothek, in der er auch mit Drogen dealt. Die junge Andrea Lippens lässt er vor der Diskothek stehen, weil er noch etwas zu erledigen hätte. Sie folgt ihm und wird dabei Zeugin, wie ein unbekannter Mann Manfred erschießt. Die Polizei kann am nächsten Morgen ermitteln, dass der Wagen, in dem Manfred erschossen wurde, Lippens gehört. Die Leiche von Manfred ist allerdings verschwunden, lediglich Blutflecke und ein Einschussloch weisen auf ein Verbrechen hin.
Kommissar Lutz und sein Assistent Wagner suchen Lippens auf. Der gibt an, seinen Führerschein wegen Alkohols am Steuer verloren zu haben, seither beschäftige er Manfred Wenzel als Chauffeur. Als Alibi kann Lippens’ Bekannte Belinda bezeugen, dass dieser am vorigen Abend zu Hause gewesen sei. Belinda sei die Verlobte seines verstorbenen Bruders gewesen und wohne deshalb noch bei ihm. Lutz lässt Wagner nach Manfred fahnden. Sein Vorgesetzter warnt ihn, Lippens sei ein einflussreicher Mann in Ulm, deshalb müsse er bei seinen Ermittlungen vorsichtig sein. Lippens’ Tochter Andrea gerät mit Belinda in Streit um Manfred, Belinda ist vollkommen ungerührt ob dessen Verschwindens. Andrea möchte, dass ihr Vater Belinda endlich hinauswirft, doch dieser lehnt das ab.
Kurz bevor Lutz bei Manfreds Wohnung eintrifft, ist Andrea dort und wird von zwei Komplizen Manfreds aus dem Drogenmilieu, Wolfgang Danner und Gerd Brunold, die die Wohnung durchsucht haben, entführt. Lutz und Wagner finden die Wohnung entsprechend aufgebrochen und durchwühlt vor. Da Manfred zuvor lange in Saarbrücken gelebt hatte, kontaktiert Lutz seinen Saarbrücker Kollegen Liersdahl und bittet ihn, Informationen über Manfreds Vorleben einzuholen. Anschließend sieht sich Lutz in Manfreds Stammdiskothek „Hades“ um. Vom Geschäftsführer erfährt Lutz nichts, doch ein Angestellter erzählt ihm, dass Manfred am Vorabend tatsächlich im „Hades“ war und dass die in ihn verliebte Andrea Lippens ihm nachgegangen war, als dieser das Lokal verließ. Belinda schleicht sich unterdessen in Manfreds Wohnung und entwendet dort einen versteckten Schlüssel zu einem Gepäckschließfach. In diesem findet sie eine Zeitung und ein Päckchen mit einem weiteren Schlüssel, der sich als Kopie des ersten Schlüssels zu Lippens’ Wand-Tresor mit Doppelschloss entpuppt.
Wagner kann Lutz berichten, dass das Blut in Lippens’ Auto tatsächlich von Manfred ist, die Fingerabdrücke in Manfreds Wohnung stammen allerdings von Wolfgang Danner, der wegen Drogendelikten vorbestraft ist. Lutz und Wagner vermuten daher, dass Danner Manfred umgebracht und in seiner Wohnung nach Drogen gesucht hat. Andrea kann sich aus der Wohnung der Gangster befreien und fliehen.
Lutz befragt Belinda nach Andreas Verhältnis zu Manfred und möglichen Beobachtungen, die Andrea am Vorabend gemacht haben könnte. Belinda gibt an, Manfred nur flüchtig gekannt zu haben. Wagner sucht Danners Wohnung auf und findet die Wohnung von innen aufgebrochen vor. In der Wohnung findet er Andrea Lippens’ Halstuch, mit dem sie offensichtlich gefesselt worden war. Lutz erfährt unterdessen vom Kollegen Liersdahl, dass Manfred Wenzel in Saarbrücken in der Drogenszene tätig war und von dort zu der Zeit verschwunden war, als er in Ulm aufgetaucht ist. Lutz gibt Wagner auf, Danners Wohnung zu beobachten. Danner und Brunold bemerken Andreas Flucht, Wagner folgt ihnen und kann einen Peilsender an dessen Auto anbringen. Lutz unterrichtet Lippens von Manfreds Drogengeschäften und von Andreas Verwicklungen. Er macht ihm klar, dass seine Tochter in großer Gefahr ist. Lippens’ Frau und sein Bruder waren beim gleichen Verkehrsunfall ums Leben gekommen, seither weiß Lippens kaum etwas über die Gefühle seiner Tochter. Lutz kann ermitteln, dass Manfred Wenzel in letzter Zeit öfter höhere Geldbeträge auf seinem Konto eingezahlt hatte, Lutz holt sich Unterstützung von der Drogenfahndung. Während die Beamten nachts den Dealern folgen, verführt Belinda Lippens, den sie zuvor an seinem Safe beobachtet hatte. Andrea sucht unterdessen ein weiteres von Manfred gemietetes Zimmer auf und findet dort Drogen. In der Nacht entwendet Belinda heimlich Lippens’ Tresorschlüssel und nimmt sich aus dem Tresor eine durchgeflexte Lenkschnecke, die beweist, dass Lippens seinerzeit den Wagen manipuliert hatte, in dem sein Bruder und seine Frau ums Leben kamen.
Danner und Brunold versuchen, weil sie die von Manfred versteckten Drogen nicht gefunden haben, ihre US-amerikanischen Geschäftspartner zu betrügen, als diese den Betrug bemerken, schießt Danner einen der Amerikaner nieder, bevor Lutz und seine Leute eingreifen und beide Gruppen festnehmen. Da die Tatverdächtigen alle schweigen und die Drogen gefälscht waren, muss Lutz die beiden Amerikaner laufen lassen, diese hätten eben nur viel Geld für Backpulver ausgegeben. Danner und Brunold werden von Lutz hingegen wegen der Entführung von Andrea, des Mordes an Manfred und des Wohnungseinbruchs verhört, allerdings haben die Männer ein Alibi für den Mord. Unterdessen wird aus der Donau die Leiche von Manfred Wenzel geborgen, er ist, wie von Lutz und Wagner vermutet, erschossen worden. Bei der Leiche findet Lutz ein Fotonegativ, das er entwickeln lässt. Am nächsten Morgen verursacht Andrea unter Einfluss von Manfreds Drogen einen Verkehrsunfall und flüchtet zu Fuß. Wagner erinnert Lutz an den Verkehrsunfall von Lippens’ Bruder vor einem Jahr. Damals hatte Horst Lippens nach dem Tod seines Bruders die Leitung des Familienbetriebs und die Villa übernommen. Die Entwicklung des Negativs ergibt Aufnahmen von der durchgeflexten Lenkschnecke, Lutz untersucht daraufhin den Unfall vor einem Jahr. Die Straße war damals trocken und Lippens’ Bruder ein geübter Fahrer. Wenzel hat Lippens offensichtlich mit seinem Wissen und den Aufnahmen erpresst. Zudem grübelt Lutz über eine mögliche Komplizenschaft von Belinda zu Manfred. Belinda deponiert derweil die Lenkschnecke, die sie aus Lippens’ Tresor hat, in einem Bankschließfach; anschließend ruft sie Lippens an, um ihn zu erpressen.
Lippens fährt nach Hause und holt seine Waffe, mit der er auch Wenzel erschossen hat, bevor er zum Treffen mit Belinda fährt, kurz darauf treffen Lutz und Wagner in der Villa ein. Dort finden sie im offenen Tresor Wenzels Erpressungsfotos, die von ihm geforderten Summen entsprechen den Summen, die Wenzel auf seinem Konto eingezahlt hatte. Sie treffen auch Andrea an, die den Beamten erzählt, dass ihr Vater seinen Revolver aus dem Safe geholt hatte. Während die Polizei fieberhaft nach Belinda und Lippens fahndet, treffen sich die beiden in einem Café. Belinda fordert die Teilhaberschaft an Lippens’ Firma, er gesteht die Manipulation am Auto seines Bruders, den Mord an Wenzel könne man ihm aber nicht nachweisen. Belinda erinnert Lippens an ihr falsches Alibi, bevor sie das Lokal verlässt. Lippens folgt ihr und geht ihr auf den Turm des Ulmer Münsters nach, auf den sie vor ihm flüchtet. Andrea sagt unterdessen Lutz und Wagner gegenüber aus, dass sie ihren Vater beobachtet hatte, wie er Manfred Wenzel tötete. Von seinem Büro aus beobachten Lutz und Wagner Lippens und Belinda auf dem Turm und eilen zu den beiden hinüber. Lippens bedroht Belinda mit einer Waffe und fordert von ihr die Herausgabe der Lenkschnecke; in diesem Moment kommen Lutz und Wagner hinzu und fordern Lippens zur Aufgabe auf. Lippens flüchtet und stürzt in den Tod, Belinda bestreitet jedweden Erpressungsversuch.

## Besonderheiten und Einschaltquote
In dem Tatort Schöne Belinda spielt die 68er-Ikone Rosy Rosy in der Anfangsszene eine Diskosängerin.
Bei der Erstausstrahlung konnte diese Folge Zuschauer in einem Marktanteil von 70 % binden.